# Fossano
Fossano (piemontesisch Fossan, lateinisch Fossanum) ist eine Gemeinde in der italienischen Provinz Cuneo (CN), Region Piemont.

## Lage und Einwohner
Fossano liegt 25 km nordöstlich von der Provinzhauptstadt Cuneo entfernt und umfasst eine Fläche von 130,15 km². Die Stadt liegt am Stura di Demonte und hat 24.190 Einwohner (Stand 31. Dezember 2023). Zur Gemeinde zählen auch die Fraktionen (Frazioni) Maddalene, Gerbo, San Vittore, Santa Lucia, Tagliata, Sant’Antonio Baligio, Cussanio, San Sebastiano, Murazzo, San Martino, Piovani, Boschetti, Loreto, Mellea und San Lorenzo.
Die Nachbargemeinden sind Bene Vagienna, Centallo, Cervere, Genola, Montanera, Salmour, Sant’Albano Stura, Savigliano, Trinità und Villafalletto.

## Geschichte

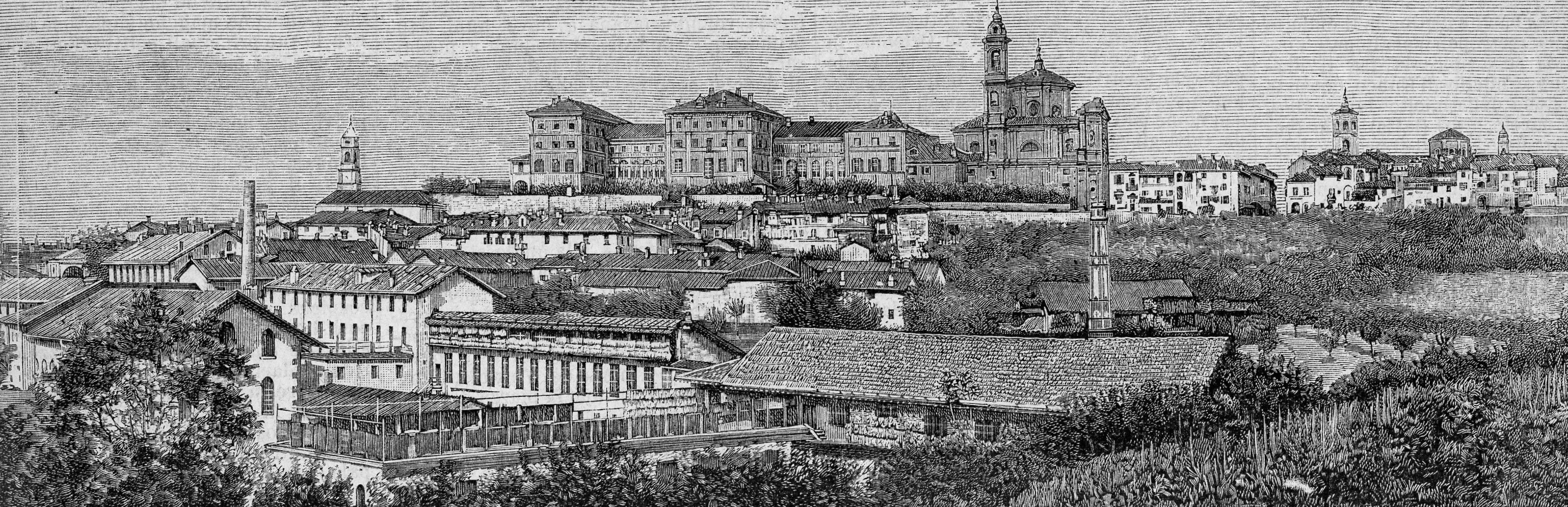
Panorama von Fossano 1893

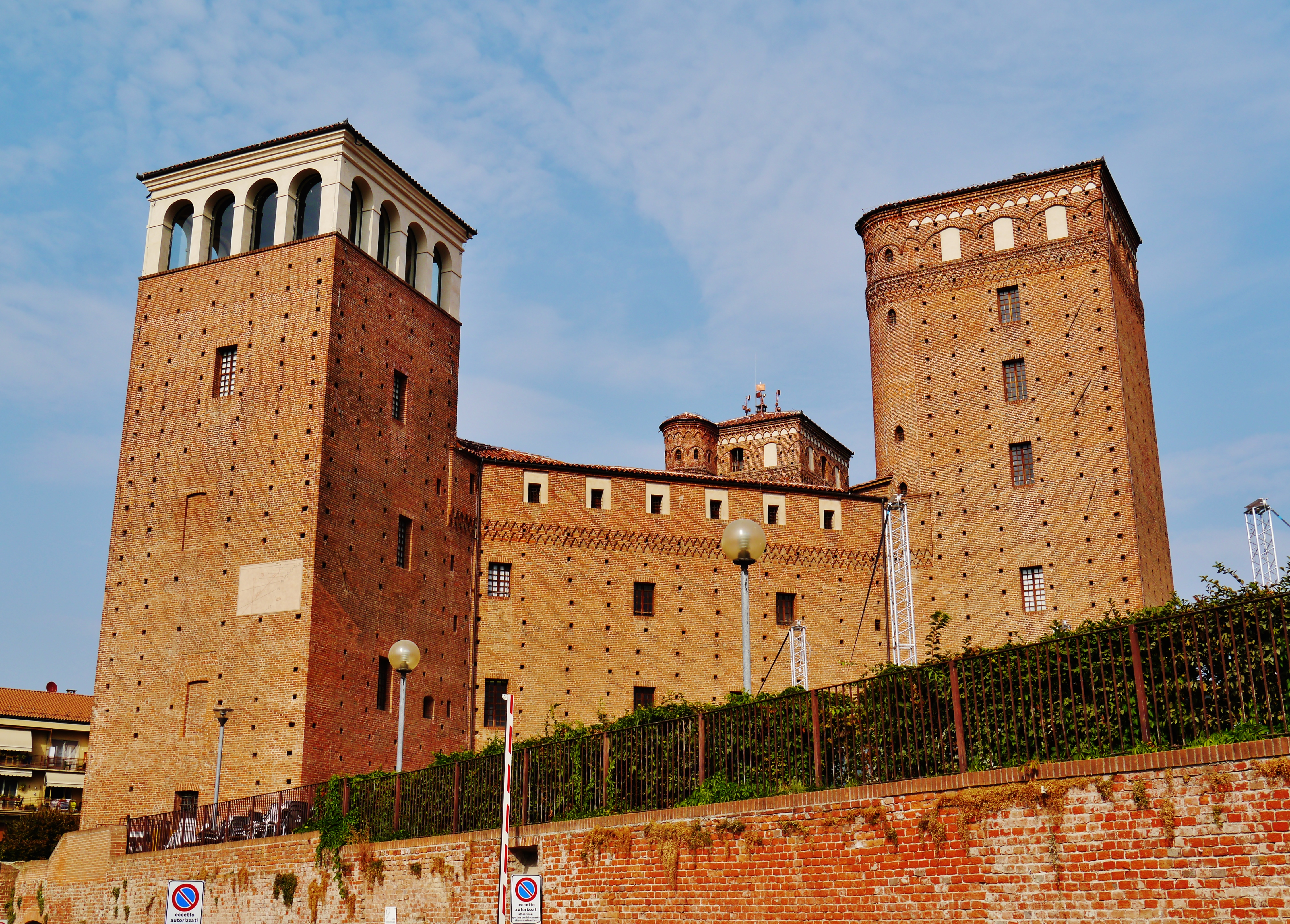
Veduta del Castello dei principi d'Acaja

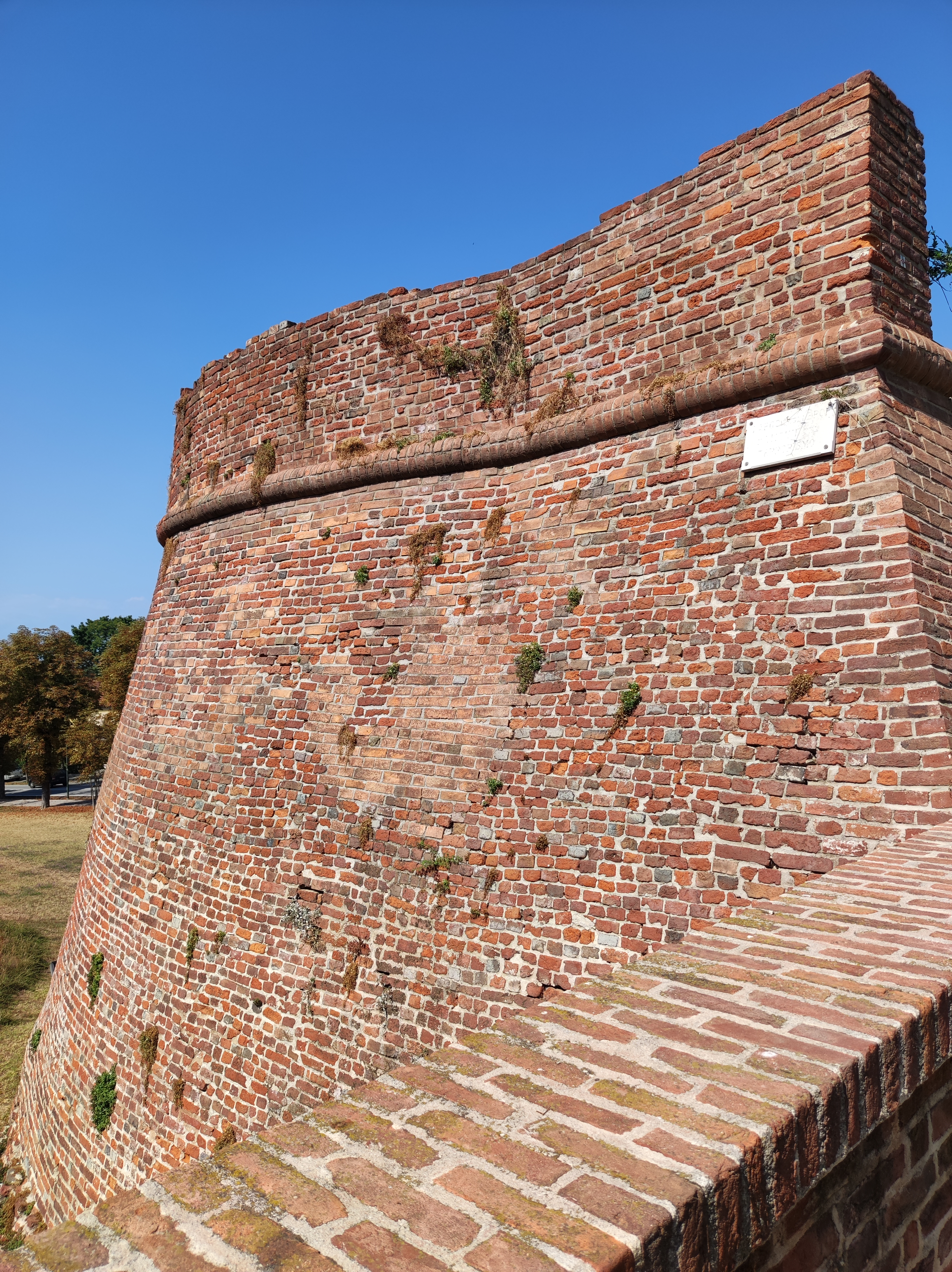
Bastion

Der Ortsname wurde in der ersten Hälfte des 13. Jahrhunderts gegründet und könnte vom römischen Stab FAUCIUS mit dem Zusatz -ANUS abgeleitet sein. Der Volksetymologie zufolge geht der Name der Stadt stattdessen auf das lateinische Wort FONS SANA oder den „Graben“ zurück, der um den ursprünglichen Kern gegraben wurde. Als ghibellinische Gemeinde schwor sie zu Beginn des 13. Jahrhunderts dem Markgrafen von Saluzzo, Manfredi IV., die Treue und verlor dadurch ihre Unabhängigkeit. Kurz darauf wurde es an die Anjou abgetreten, von denen es an die Herren von Saluzzo zurückgegeben wurde, die es den Fürsten von Achaia übergaben.
Nach ihrem Aussterben ging die Stadt an die Savoyer über und erhielt in der zweiten Hälfte des 16. Jahrhunderts von Emanuele Filiberto den Stadttitel. Im Jahr 1600 verzeichnete es ein großes demografisches, wirtschaftliches, künstlerisches und kulturelles Wachstum, das im darauffolgenden Jahrhundert nach der französischen Besetzung anhielt. Die Geschichte nach der napoleonischen Invasion und der savoyischen Restauration verschmilzt mit der der übrigen Region.
as wichtigste Denkmal ist das von Filippo d’Acaja erbaute Terrakottaschloss aus dem 14. Jahrhundert mit quadratischem Grundriss und mächtigen Ecktürmen. Von den Savoyern in einen Adelspalast umgewandelt, beherbergte es gegen Ende des 16. Jahrhunderts Herzog Emanuele Filiberto mit dem gesamten Hofstaat. Interessant sind auch einige Türme aus dem 15. Jahrhundert, die Überreste anderer Befestigungsanlagen, wie die Bastion. Das „Senatshaus“ genannte Haus aus dem 14. Jahrhundert und die Operti-Paläste des Kommandanten und Daviso von Charvensod sind ebenso wichtige Bauten. Die Kathedrale Santa Maria und San Giovenale aus dem Jahr 1700 und die Dreifaltigkeitskirche aus dem 18. Jahrhundert mit Terrakotta-Fassade und das zeitgenössische Trinity-Krankenhaus sind weitere Bauwerke von Wert. Dazu zählen auch die Kirchen San Filippo Neri, San Giorgio und dell'Annunziata aus der Barockzeit und die Kirche Santa Maria del Salice mit romanischem Grundriss.

## Städtepartnerschaft
- Rafaela
- Długołęka
- Camponogara

## Söhne und Töchter der Stadt
- Bergognone (um 1453–1523), Maler der Renaissance
- Giacomo Alberione (1884–1971), Ordensgründer, Seliger der römisch-katholischen Kirche
- Gustavo Pfatisch (1887–1965), Chocolatier
- Giuseppe Kardinal Beltrami (1889–1973), Kurienkardinal
- Lucy Salani (1924–2023), Überlebende eines Konzentrationslagers
- Giorgio Lingua (* 1960), römisch-katholischer Erzbischof und Diplomat
- Bruno Mellano (* 1966), Politiker
- Sandro Cois (* 1972), Fußballspieler